# Rose Abunaw
Rose Abunaw, de son nom complet Rose Abunaw Makia est une femme politique et députée camerounaise. Elle a été la première Camerounaise anglophone à être nommée vice-présidente de l'Assemblée nationale du Cameroun en 2007.

## Carrière
Rose Abunaw commence sa carrière politique au sein de l'UNDP, un parti d'opposition camerounais. En 1992, elle est élue députée aux côtés de 23 autres femmes. En mars 2000, elle démissionne de son parti politique pour rejoindre les rangs du RDPC, le parti au pouvoir. Elle devient en juin 2022, la présidente de l'OFRDPC du département de la Manyu de la région du Sud-Ouest du Cameroun. Sous la bannière de son nouveau parti politique, elle est élue députée pour la deuxième fois. En 2007, ses camarades  l’investissent vice-présidente de l'Assemblée nationale ainsi que vice-présidente du réseau des femmes parlementaires du Cameroun,. Elle est ensuite représentante régionale de l'Association parlementaire du Commonwealth pour l'Afrique.
En mars 2009, elle est accusée d’être impliquée dans une affaire ayant trait à l'immigration clandestine de jeunes Camerounais vers les États-Unis, l'élue est sortie du bureau de l'Assemblée nationale. Elle est remplacée par Emilia Monjowa Lifaka, vice-présidente du groupe parlementaire RDPC de cette époque,.